# Шаблавы
Шабла́вы (бел. Шаблавы) — деревня в составе Михеевского сельсовета Дрибинского района Могилёвской области Республики Беларусь.

## Население
- 1999 год — 25 человек
- 2010 год — 10 человек